# Geschützter Landschaftsbestandteil Henzengraben

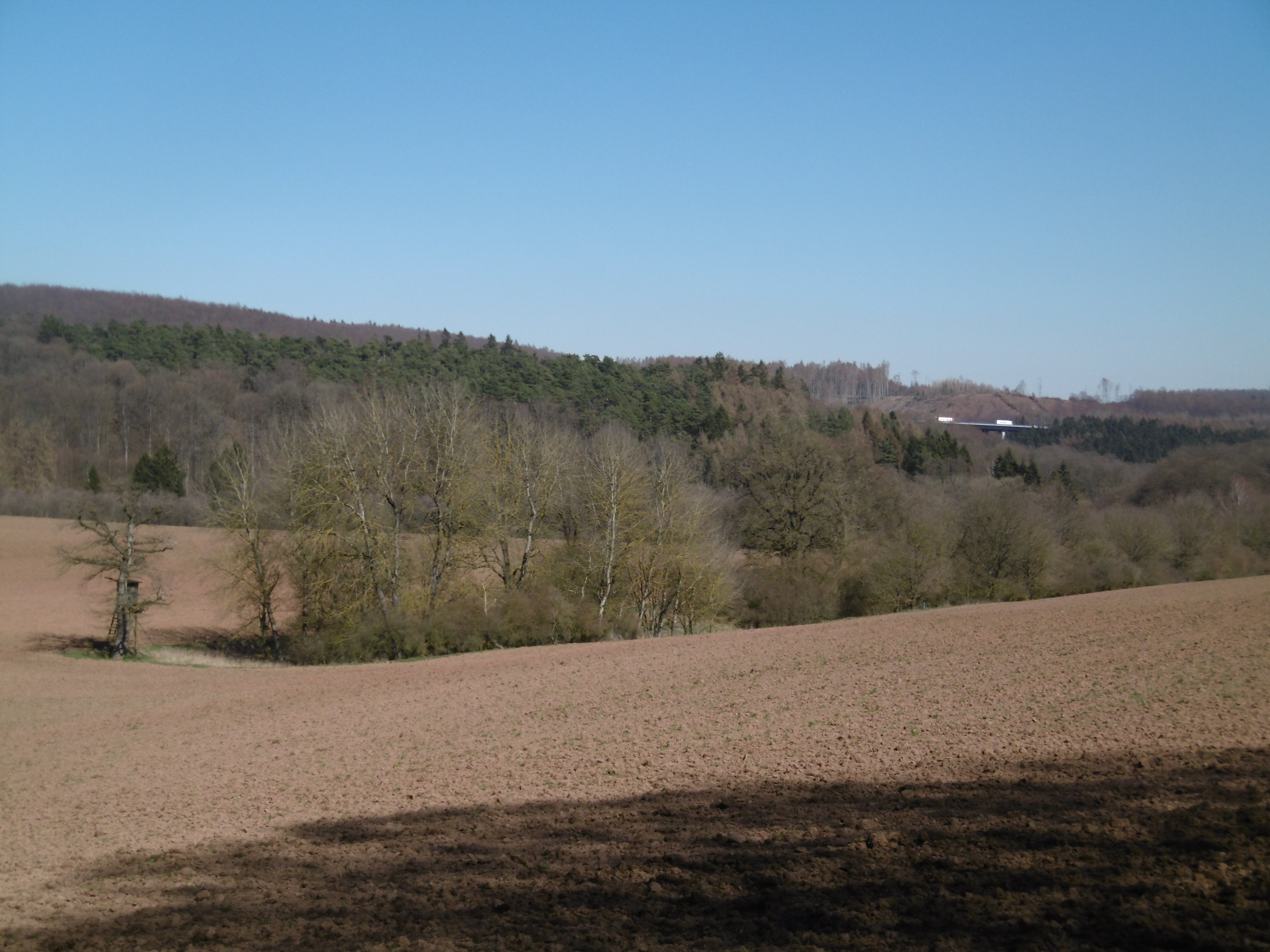
Geschützter Landschaftsbestandteil Henzengraben

Der Geschützte Landschaftsbestandteil Henzengraben mit einer Flächengröße von 2,05 ha liegt nordöstlich von Oesdorf im Stadtgebiet von Marsberg. Das Gebiet wurde 2008 mit dem Landschaftsplan Marsberg durch den Kreistag des Hochsauerlandkreises als Geschützter Landschaftsbestandteil (LB) ausgewiesen. Der LB ist Großteils umgeben vom Landschaftsschutzgebiet Randhöhen zwischen Sintfeld und Diemeltal. Im Norden grenzt direkt das Naturschutzgebiet Wäschebach / Tieberg an.

## Beschreibung
Der Landschaftsplan führt zum LB aus: „Der Graben wird durch eine tief in den Buntsandstein des umgebenden Ackerlandes eingeschnittene Hohlform mit reichem, gut strukturiertem Gehölzbewuchs gebildet. Der aus der Haupt-Quellmulde am Westrand gespeiste Bach erhält durch mehrere seitliche Quell- und Dränwasseraustritte weiteren Zulauf. In seinem oft kurvigem Verlauf erschließt er einige tonige Schichten und mündet nach rund 500 m im angrenzenden Naturschutzgebiet Wäschebach / Tieberg in den Wäschebach. Seine landschaftliche Bedeutung erhält er neben den quelligen und Fließgewässerstandorten insbesondere aus etlichen großkronigen Alteichen, -buchen und -kirschen, die ein wichtiges Gliederungselement in der Ackerflur der „Wäscheweiden“ darstellen. Insgesamt ist der Böschungsbewuchs sehr strauch- und artenreich, so dass der LB zudem ein vielfältiges Rückzugs-, Brut- und Nahrungsbiotop für die Kleintierfauna im Feld-Wald-Übergangsbereich mit Anbindung an ähnliche Biotopstrukturen im Wäschebachtal bildet.“

## Schutzzweck
Die Ausweisung als LB erfolgte:
- Zur Erhaltung, Entwicklung oder Wiederherstellung der Leistungs- und Funktionsfähigkeit des Naturhaushaltes
- Zur Belebung, Gliederung oder Pflege des Orts- und Landschaftsbildes
- Zur Abwehr schädlicher Einwirkungen

Der LB stellt, wie die anderen LBs im Landschaftsplangebiet, einen herausragenden Lebensraum für die ökologischen Leistungsfähigkeit des Naturhaushaltes dar. Dient ferner als landschaftsgliederndes und -belebendes Element. Die Ausweisung dient der Abwehr realer oder potenzieller schädlicher Einwirkungen durch Pflanzenentnahme, Relief- oder Gewässerveränderungen usw.